# Mistrzostwa Panamerykańskie w Bobslejach 2025
Mistrzostwa Panamerykańskie w Bobslejach 2025 – zawody o tytuł mistrza Panameryki w bobslejach, które w ramach zawodów Pucharu Ameryki Północnej odbyły się w dniach 22–25 listopada 2024 r. w kanadyjskim Whistler. Zgodnie z programem mistrzostw zorganizowano cztery konkurencje: monoboby kobiet, dwójki kobiet, dwójki mężczyzn oraz czwórki mężczyzn.

## Wyniki

### Monoboby kobiet
- Data: 22 listopada 2024

| Pozycja | Zawodniczka       | Reprezentacja     | 1. ślizg | 1. ślizg | 2. ślizg | 2. ślizg | Czas łączny | Strata |
| Pozycja | Zawodniczka       | Reprezentacja     | Czas     | Pozycja  | Czas     | Pozycja  | Czas łączny | Strata |
| ------- | ----------------- | ----------------- | -------- | -------- | -------- | -------- | ----------- | ------ |
| złoto   | Bianca Ribi       | Kanada            | 56.24    | 1.       | 56.86    | 2.       | 1:53.10     | –      |
| srebro  | Erica Voss        | Kanada            | 56.62    | 2.       | 56.49    | 1.       | 1:53.11     | +0.01  |
| brąz    | Mackenzie Stewart | Kanada            | 57.01    | 4.       | 57.04    | 3.       | 1:54.05     | +0.95  |
| 4.      | Riley Tejcek      | Stany Zjednoczone | 56.80    | 3.       | 57.65    | 4.       | 1:54.45     | +1.35  |
| 5.      | Adanna Johnson    | Jamajka           | 1:08.33  | 5.       | 59.99    | 5.       | 2:08.32     | +15.22 |

### Dwójki kobiet
- Data: 25 listopada 2024

| Pozycja | Zawodniczki                       | Reprezentacja     | 1. ślizg | 1. ślizg | 2. ślizg | 2. ślizg | Czas łączny | Strata |
| Pozycja | Zawodniczki                       | Reprezentacja     | Czas     | Pozycja  | Czas     | Pozycja  | Czas łączny | Strata |
| ------- | --------------------------------- | ----------------- | -------- | -------- | -------- | -------- | ----------- | ------ |
| złoto   | Bianca Ribi Niamh Haughey         | Kanada            | 53.71    | 1.       | 53.83    | 1.       | 1:47.54     | –      |
| srebro  | Erica Voss Eden Wilson            | Kanada            | 53.82    | 3.       | 53.98    | 2.       | 1:47.80     | +0.26  |
| brąz    | Kristen Bujnowski Charlotte Ross  | Kanada            | 53.78    | 2.       | 54.19    | 4.       | 1:47.97     | +0.43  |
| 4.      | Mackenzie Stewart Leah Walkeden   | Kanada            | 54.07    | 4.       | 53.99    | 3.       | 1:48.06     | +0.52  |
| 5.      | Riley Tejcek Andin Fosam          | Stany Zjednoczone | 54.82    | 5.       | 54.70    | 5.       | 1:49.52     | +1.98  |
| DSQ     | Lauren Brzozowski Dominique Biron | Stany Zjednoczone | DSQ      | DSQ      | —        | —        | —           | —      |

### Dwójki mężczyzn
- Data: 22 listopada 2024

| Pozycja | Zawodnicy                                     | Reprezentacja     | 1. ślizg | 1. ślizg | 2. ślizg | 2. ślizg | Czas łączny | Strata |
| Pozycja | Zawodnicy                                     | Reprezentacja     | Czas     | Pozycja  | Czas     | Pozycja  | Czas łączny | Strata |
| ------- | --------------------------------------------- | ----------------- | -------- | -------- | -------- | -------- | ----------- | ------ |
| złoto   | Taylor Austin Shane Ohrt                      | Kanada            | 53.21    | 1.       | 52.97    | 1.       | 1:46.18     | –      |
| srebro  | Geoffrey Gadbois Collin Storms                | Stany Zjednoczone | 53.41    | 2.       | 53.06    | 2.       | 1:46.47     | +0.29  |
| brąz    | Pat Norton Keaton Bruggeling                  | Kanada            | 53.51    | 5.       | 53.23    | 3.       | 1:46.74     | +0.56  |
| 4.      | Kristopher Horn Hunter Powell                 | Stany Zjednoczone | 53.47    | 4.       | 53.42    | 5.       | 1:46.89     | +0.71  |
| 5.      | Cyrus Gray Shaq Murray-Lawrence               | Kanada            | 53.58    | 6.       | 53.35    | 4.       | 1:46.93     | +0.75  |
| 6.      | Jay Dearborn Kenny-Luketa M'Pindou            | Kanada            | 53.44    | 3.       | 53.63    | 6.       | 1:47.07     | +0.89  |
| 7.      | Grady Mercer David Rodriguez                  | Stany Zjednoczone | 54.15    | 7.       | 54.00    | 7.       | 1:48.15     | +1.97  |
| 8.      | Edson Luques Bindilatti Edson Ricardo Martins | Brazylia          | 54.15    | 7.       | 54.02    | 8.       | 1:48.17     | +1.99  |
| 9.      | Shane Pitter Nimroy Turgott                   | Jamajka           | 56.75    | 9.       | 56.56    | 9.       | 1:53.31     | +7.13  |
| 10.     | Gustavo dos Santos Ferreira Jefferson Sabino  | Brazylia          | 58.88    | 10.      | 57.03    | 10.      | 1:55.91     | +9.73  |

### Czwórki mężczyzn
- Data: 25 listopada 2024

| Pozycja | Zawodnicy                                                                                        | Reprezentacja     | 1. ślizg | 1. ślizg | 2. ślizg | 2. ślizg | Czas łączny | Strata |
| Pozycja | Zawodnicy                                                                                        | Reprezentacja     | Czas     | Pozycja  | Czas     | Pozycja  | Czas łączny | Strata |
| ------- | ------------------------------------------------------------------------------------------------ | ----------------- | -------- | -------- | -------- | -------- | ----------- | ------ |
| złoto   | Taylor Austin Shane Ohrt Mark Zanette Yohan Eskrick-Parkinson                                    | Kanada            | 51.89    | 1.       | 52.03    | 1.       | 1:43.92     | –      |
| srebro  | Cyrus Gray Shaq Murray-Lawrence Chris Holmstead Davidson de Souza                                | Kanada            | 52.33    | 5.       | 52.13    | 2.       | 1:44.46     | +0.54  |
| brąz    | Edson Luques Bindilatti Edson Ricardo Martins Erick Gilson Vianna Jerônimo Rafael Souza da Silva | Brazylia          | 52.26    | 4.       | 52.23    | 3.       | 1:44.49     | +0.57  |
| 4.      | Pat Norton Keaton Bruggeling Joshua Langford Luke Puto                                           | Kanada            | 52.12    | 2.       | 52.70    | 4.       | 1:44.82     | +0.90  |
| 5.      | Jay Dearborn Kenny-Luketa M'Pindou Brandon Loewen D'Andre Clarke-Bastien                         | Kanada            | 52.25    | 3.       | 52.74    | 5.       | 1:44.99     | +1.07  |
| 6.      | Grady Mercer David Rodriguez Brandon Jetter Nate Breaud                                          | Stany Zjednoczone | 53.08    | 6.       | 53.23    | 6.       | 1:46.31     | +2.39  |

## Klasyfikacja medalowa
| Miejsce | Państwo           |   |   |   | Razem |
| ------- | ----------------- | - | - | - | ----- |
| 1.      | Kanada            | 4 | 3 | 3 | 10    |
| 2.      | Stany Zjednoczone | 0 | 1 | 0 | 1     |
| 3.      | Brazylia          | 0 | 0 | 1 | 1     |